# Leptolalax gracilis
Espèce
Synonymes
- Leptobrachium gracile Günther, 1872

Statut de conservation UICN

 NT  : Quasi menacé
Leptolalax gracilis est une espèce d'amphibiens de la famille des Megophryidae.

## Répartition
Cette espèce est endémique du Nord de Bornéo. Elle se rencontre :
- en Malaisie orientale au Sarawak ;
- en Indonésie au Kalimantan ;
- au Brunei.

## Publication originale
- Günther, 1872 : On the reptiles and amphibians of Borneo. Proceedings of the Zoological Society of London, vol. 1872, p. 586-600 (texte intégral).